# Караван смерти (фильм, 1920)
«Караван смерти» (нем. Die Todeskarawane) — немой немецкий приключенческий фильм 1920 года режиссёра Йозефа Штайна. Основан на произведении Карла Мая.
По состоянию на 2021 год фильм считается утерянным.

## В ролях
| Актёр              | Роль                   |
| ------------------ | ---------------------- |
| Карл де Фогт       | Кара Бен Немси         |
| Майнхарт Маур      | Хаджи Халеф Омар/Садук |
| Эрвин Барон        | Омрам                  |
| Густав Кирчберг    | Хасан Арджир Мирза     |
| Дора Герсон        | Яна Арджир Мирза       |
| Клэр Лотто         | Бенда Арджир Мирза     |
| Максимилиан Веррак | Чащевский              |
| Карл Кушар         | Кепек                  |
| Эрна Фельснек      | Амина                  |
| Анна фон Пален     | Мара Дуриме            |
| Беате Хервиг       | Хафса                  |
| Бела Лугоши        | шейх                   |
| Артур Краусснек    | Чащевский              |

## Производство
Фриц Кневельс создал компанию Ustad-Film специализирующуюся на экранизациях историй своего любимого писателя Карла Мая. Название для компании Ustad Кневельс взял в честь персонажа с таким именем из четырёхтомника Мая «Царство серебряного льва». Ещё одним из основателей компании была Мари Луиза Дрооп, она была лично знакома с Карлом Маем. Вместе со своим мужем доктором Адольфом Дроопом она возглавила Ассоциацию Карла Мая. В марте 1920 года журнал Der Kinematograph сообщил: «Ustad Film Dr. Droop & Company, Ltd. была уполномочена стать единственной кинокомпанией, которая будет заниматься фильмами по произведениям Карла Мая». В июне того же года Ustad Film уже нацелившись на международный рынок, распространила брошюру на трёх языках, в которой анонсировались первые пять фильмов про произведениям Карла Мая: «Караван смерти», «Среди поклонников дьявола», «На развалинах рая» и «Из племени проклятых». Первым начали снимать фильм «На развалинах рая», вторым приступили к «Каравану смерти». Издание Deutsche Lichtspiel-Zeitung писало, что действие фильма будет происходить в двух городах — Багдаде и Исфахане и расскажут о десятом дне Мухаррама. Карл де Фогт сыграет «знаменитого героя Карла Мая» — Кара Бен Немси. А Майнхарт Маур исполнит роль его «верного спутника» Хаджи Халеф Омара. В фильме будут задействованы масштабные сцены, включая конные сражения, съёмки этих сцен «пройдут заграницей». Издание написало, что сценарий был написан Марией Луизой Дрооп, а операторской работой и освещением займётся Густав Прайсс. Чтобы справиться с высокими техническими требованиями, компания обеспечила обширную установку прожекторного освещения. Журнал Der Kinematograph писал, что на фильм тратятся «чрезвычайные средства». Бела Лугоши сыграл шейха, больше о его роли ничего не известно.
Съёмки фильма начались примерно в мае или июне 1920 года. Der Kinematograph писал, что фильм снимался в октябре 1920 года, но это скорее всего относится к пересъёмкам или досъёмкам новых сцен. Режиссёром этого шестиактного фильма стал Йозеф Штайн.
По состоянию на 2021 год фильм считается утраченным, до наших дней не сохранился и сценарий фильма, о его сюжете можно судить только по некоторым рецензиям критиков того времени и по сюжету романа на основе которого снят фильм.

## Критика
По мнению Nene Kino-Rundschau, «общий успех фильма в художественном отношении был омрачён отсутствием эффектных декораций, которые необходимы фильму о Востоке для достижения полного эффекта». А Der Film напротив, высоко оценил режиссуру, сценарий и актёрскую игру.